# Modimolle-Mookgophong Local Municipality
Modimolle-Mookgophong (englisch Modimolle-Mookgophong Local Municipality; zeitweise Lim 368 Local Municipality) ist eine 2016 gegründete Lokalgemeinde im Distrikt Waterberg in der südafrikanischen Provinz Limpopo. Sie entstand aus den Lokalgemeinden Modimolle und Mookgophong. Der Verwaltungssitz befindet sich in Modimolle. 2016 wurde Marlene van Staden (DA) zur Bürgermeisterin gewählt.
2011 lebten in dem Gebiet 104.153 Menschen.

## Städte und Orte
- Modimolle (ehemals Nylstroom)
- Mookgophong (ehemals Naboomspruit)
- Vaalwater